# Landesgericht Feldkirch

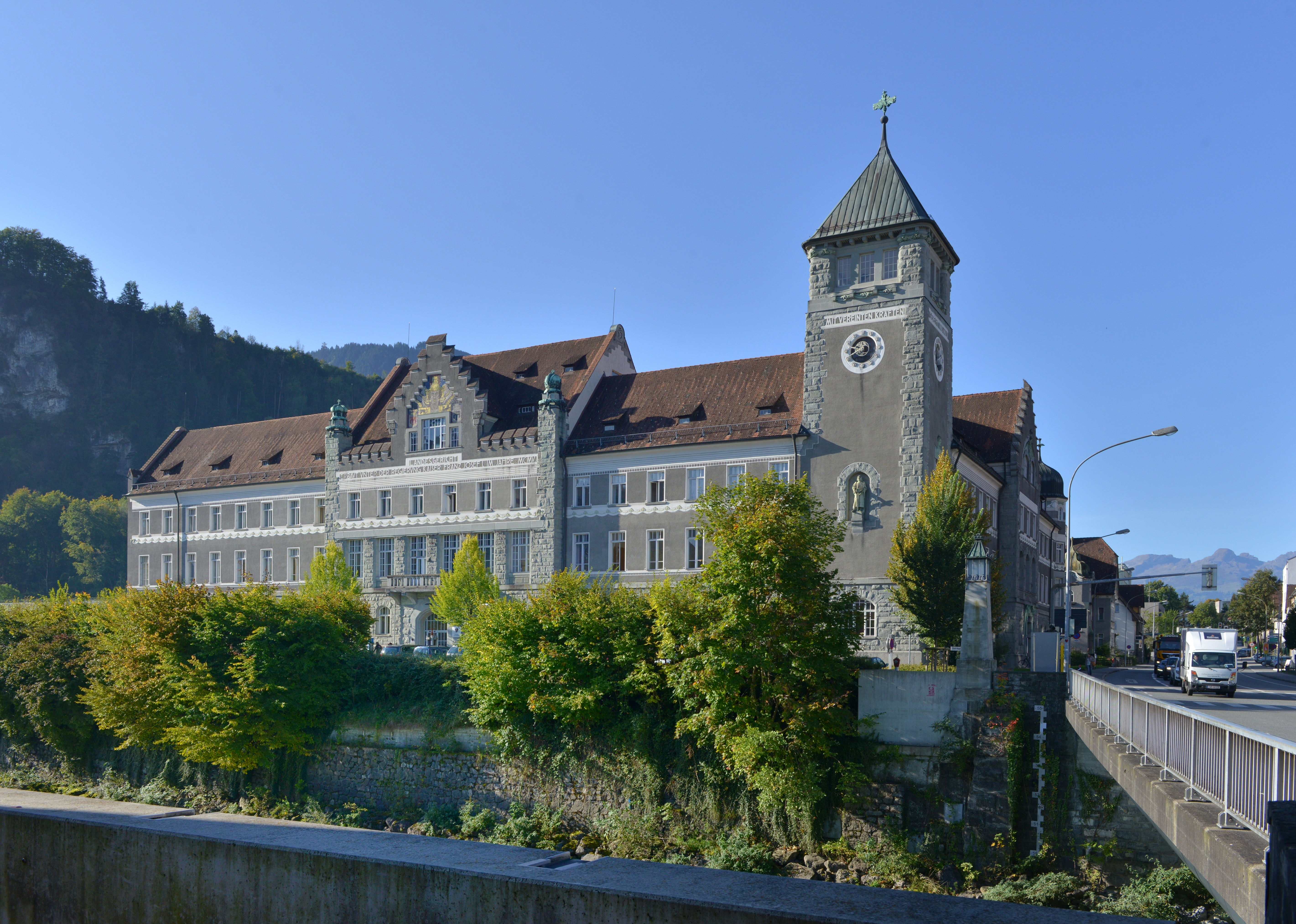
Das Landesgericht von der gegenüberliegenden Ill-Seite aus gesehen

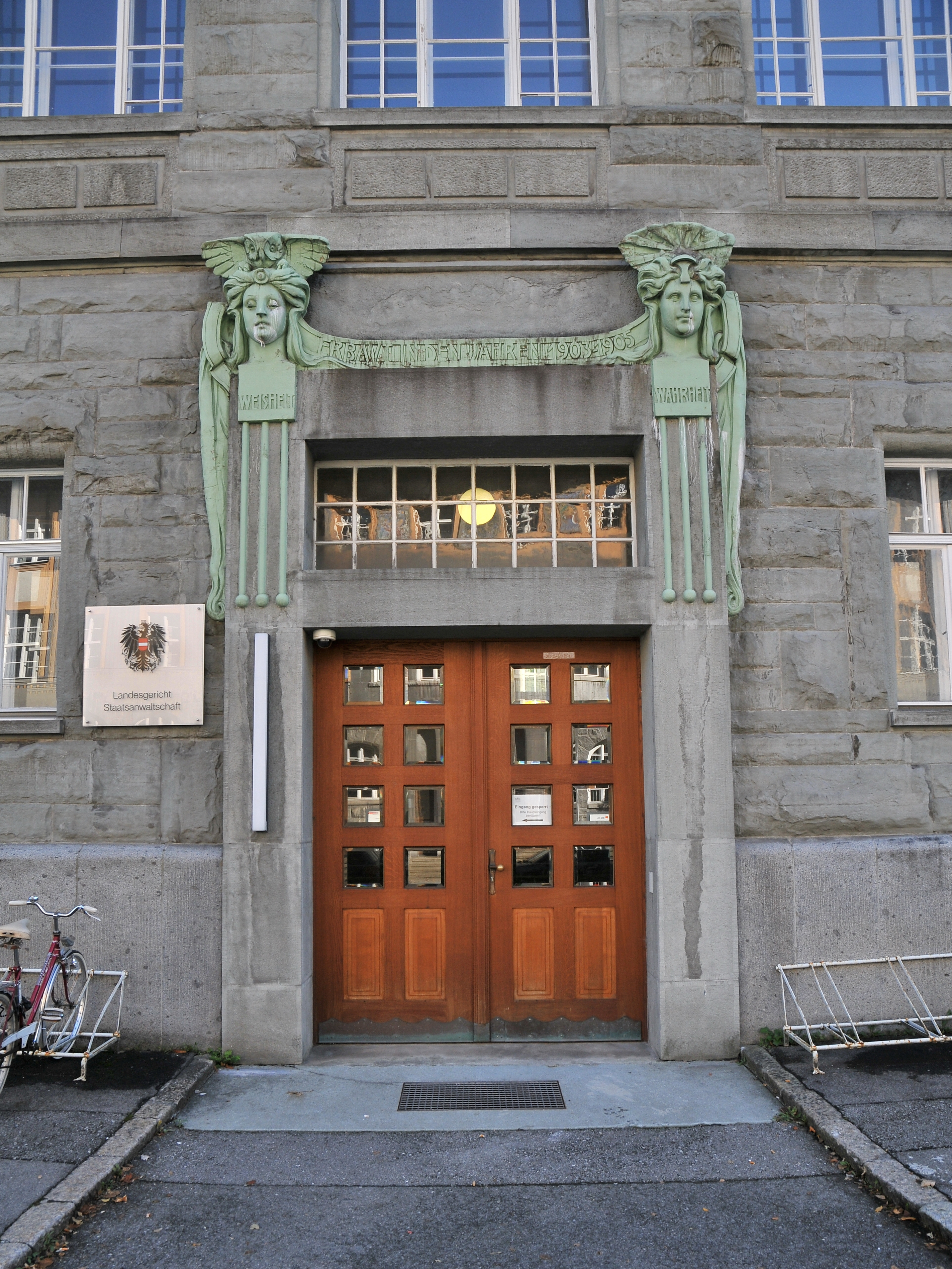
Haupteingang Schillerstraße

Das Landesgericht Feldkirch (LG Feldkirch) ist das für das österreichische Bundesland Vorarlberg zuständige Landesgericht. Es befindet sich in der Stadt Feldkirch im historischen Gerichtsgebäude an der Ill.

## Zuständigkeiten
Das Landesgericht Feldkirch ist in erster Instanz für jene Straf- und Zivilrechtssachen zuständig, die die Kompetenzen der fünf in Vorarlberg existierenden Bezirksgerichte überschreiten. Dazu zählen in zivilrechtlicher Hinsicht grundsätzlich (mit Ausnahmen) Fälle mit einem Streitwert von mehr als 15.000 Euro. Außerdem fungiert das LG Feldkirch als Berufungsinstanz für Urteile der Vorarlberger Bezirksgerichte und als Arbeits- und Sozialgericht für Vorarlberg. Auch die Führung des Firmenbuchs für in Vorarlberg niedergelassene Unternehmen obliegt dem Landesgericht Feldkirch.
Die örtliche Zuständigkeit des Landesgerichts Feldkirch umfasst das gesamte Bundesland Vorarlberg, womit dieses das einzige österreichische Bundesland ist, in dessen Landeshauptstadt sich kein Landesgericht befindet. Übergeordnetes Gericht ist das Oberlandesgericht Innsbruck.

## Lage und Gebäude
Das Gerichtsgebäude, das in den Jahren 1903–1905 als k. k. Kreisgericht nach Plänen des bekannten Architekten Ernst Dittrich errichtet wurde, befindet sich in Feldkirch an der Liechtensteiner Straße (L 191), die in diesem Bereich im ortsinternen Straßennetz als Schillerstraße bezeichnet wird. Nordöstlich des Landesgerichts befindet sich die Ill, von der das Gebäude durch den Graf-Hugo-Wuhrgang getrennt ist.
Südöstlich, mit dem historischen Gerichtsgebäude baulich verbunden, befindet sich mit der Justizanstalt Feldkirch der Hauptstandort des einzigen Gefängnisses im Bundesland Vorarlberg. Ebenfalls im Gebäudekomplex des Landesgerichts untergebracht waren bis zu deren Absiedlung 2019 die Räumlichkeiten der Staatsanwaltschaft Feldkirch.

### Architektur
Die Fassade ist im Aufbau noch ganz dem späthistoristischen Eklektizismus verhaftet, mit renaissancierenden und gotisierenden Elementen, das Dekor schon formal freierer Jugendstil. Am Seitenflügel des Landesgerichts befindet sich ein Treppengiebel, auf welchem Josef Huber ein Mosaik gestaltet hat, das die Symbolfigur der Austria sowie die Wappen der Grafen von Montfort und jenes der Grafen von Werdenberg darstellt.
Daneben ist der Schwurgerichtssaal, der sich im südlichen Teil des Gebäudes befindet und dessen Haupteingang sich zum Innenhof des Landesgerichts öffnet, von besonderer Qualität. Da der Schwurgerichtssaal zwei Stockwerke hoch ist, wurde in den Jahren 1983 und 1984 vom Landeshochbauamt Feldkirch um diesen herum im ersten Stock ein Zubau errichtet, sodass auch im ersten Stock die gesamte Gebäudebreite als Bürofläche mit 15 neugeschaffenen Amtsräumen genutzt werden kann. Seit Ende September 2016 ist das Gebäude des Landesgerichts barrierefrei zugänglich, nachdem seit dem Jahr 2007 stufenweise umfangreiche Umbauarbeiten durchgeführt worden waren.